# United States Bicycling Hall of Fame
Koordinaten: 38° 32′ 38,6″ N, 121° 44′ 40,8″ W

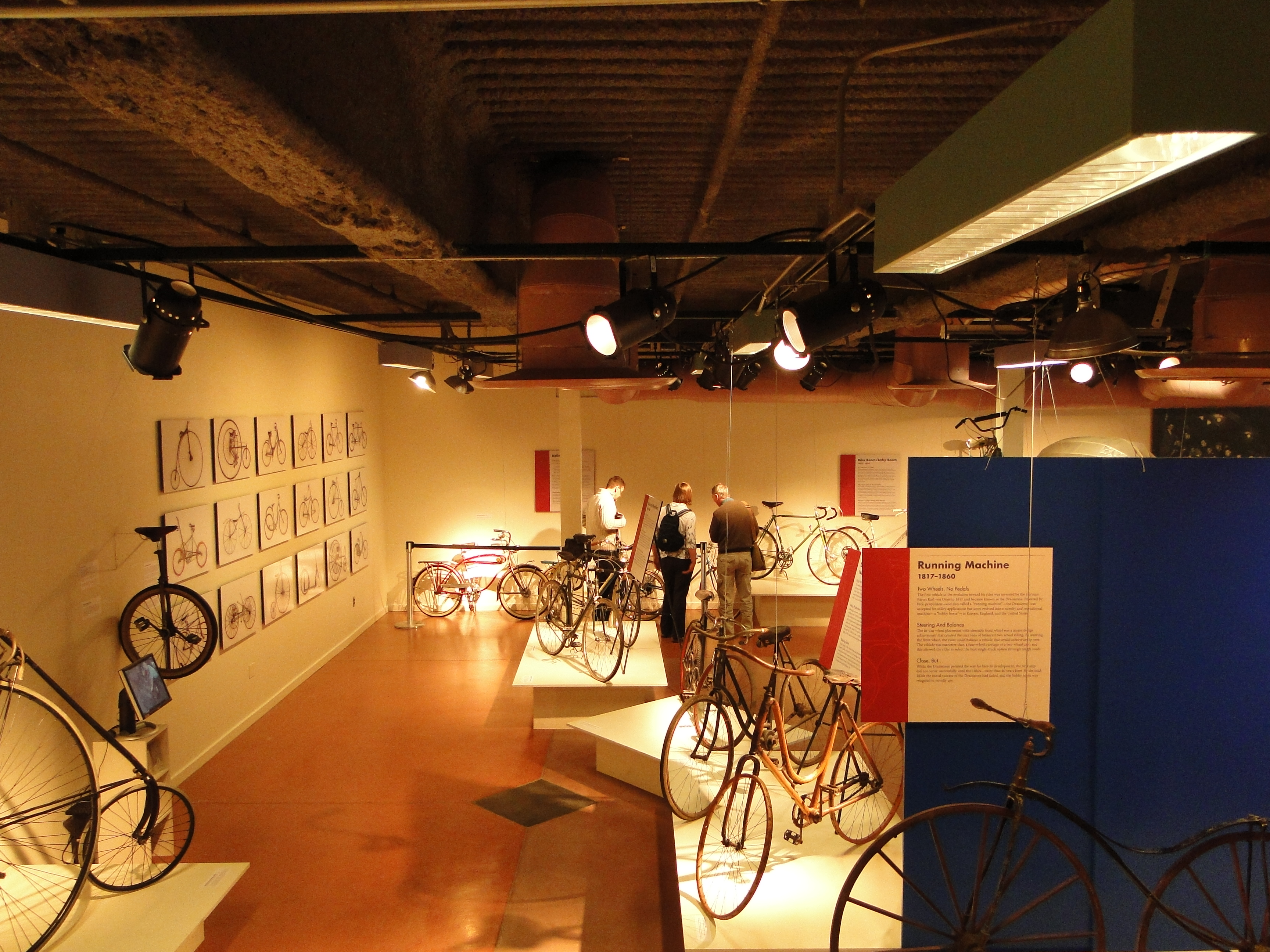
Historische Fahrräder in der U.S. Bicycling Hall of Fame

Die United States Bicycling Hall of Fame wurde 1987 eingerichtet.
Die US Bicycling Hall of Fame (USBHOF) ist eine Stiftung. Jährlich werden neue Mitglieder aufgenommen, die entweder erfolgreiche Radsportler waren, sich ihr Leben lang für den Radsport eingesetzt oder Exponate gestiftet haben. Die Mitglieder sind in sieben verschiedene Kategorien eingeteilt: Straßen- und Bahnradrennfahrer vor 1945, Straßen- und Bahnradrennfahrer 1945 bis 1975, Straßen- und Bahnradrennfahrer nach 1975, Mountainbiking, BMX, Spezial-Ehrung und Förderer des Radsports.
Ursprünglich befand sich die Hall of Fame in Bridgewater, New Jersey, dem Ort, wo das älteste Radrennen der USA, die Tour of Somerville, ausgetragen wird. 2009 zog sie um in die „Fahrradstadt“ Davis, Kalifornien. Im gesamten Ort sowie an der dortigen Universität haben Fahrradfahren und Radsport einen besonders hohen Stellenwert. In der Hall werden auch historische Fahrrad-Exponate sowie Exponate zu einzelnen Mitgliedern gezeigt.

## Mitglieder
| - Tillie Anderson - George A. Banker - George Chapman - Frank Connell - Albert Crossley - Burton Downing - Emile Fraysse - Margaret Gast - Alfred Goullet - George Mallory Hendee - Norman Albert Hill - Willie Honeman - Victor Hopkins - Marcus Hurley - John S. Johnson - Joseph G. Kopsky - Frank Kramer - Furman Kugler - Mildred Kugler - Joseph Magnani - Louis Maltese - Reggie McNamara - Charles Murphy - Jack Simes II - John Sinibaldi - Freddie Spencer - William Spencer - Major Taylor - Robert Walthour - Cecil Yates - Arthur Augustus Zimmerman |  | - John Allis - Leigh Barczewski - Allen Bell - Frank Peter Brilando - Nancy Burghart Haviland - Richard Cortright - Harry Cutting - Paul Deem - Jack Disney - Erin Hartwell - Steve Hegg - Jack Heid - Eric Heiden - Greg A. Hill - Michael Hiltner - John Howard - Doris Kopsky Muller - Art Longsjo - Oliver Martin - Audrey McElmury - Francois Mertens - George Lewis Mount - Marianne Martin - Tim Mountford - Mike Neel - Rob Parsons - Robert Pfarr - Mary Jane Reoch - Jim Rossi - Jack Simes III - Ted Smith (Radsportler) - Bob Tetzlaff - Doris Travani-Mulligan - Arnie Uhrlass - John Vande Velde - Jimmy Walthour, Jr. - Bobby Walthour, Jr. - Charley Winter - Steve Woznick - Sheila Young |  | - Leigh Barczewski - Karen Bliss - Jonathan Boyer - „Bunki“ Bankaitis-Davis - Connie Carpenter-Phinney - Janie Eickhoff Becker - Jeanne Golay - Mark Gorski - Alexi Grewal - Sarah Hammer - Andrew Hampsten - Erin Hartwell - Eric Heiden - Beth Heiden - Mari Holden - Ron Kiefel - Roy Knickman - Greg LeMond - Mike McCarthy - Leonard Nitz - Marty Nothstein - Sue Novara - Connie Paraskevin-Young - Davis Phinney - Jeff Pierce - Ron Skarin - Wayne Stetina - Dale Stetina - Inga Thompson - Rebecca Twigg - Nelson Vails |  | - Sara Ballantyne - David Clinton - Susan DeMattei - Lee Donovan - Alison Dunlap - Cheri Elliott - Gary Ellis - Juli Furtado - Toby Henderson - Mike King - Perry Kramer - Steve Larsen - Laurence Malone - Ruthie Matthes - Joe Murray - Ned Overend - Jacquie Phelan - Myles Rockwell - Stu Thomsen - John Tomac - Familie Schwinn - Team 7-Eleven - Raleigh Century Road Club of America Team - Tour of Somerville - Michael Aisner - Joe Breeze - Richard Bryne - Chris Carmichael - John Chapman - Jerry Casale jr. - Pierre Lallement - Nancy Neiman - Jim Ochowicz - Sean Petty - Albert Augustus Pope - Peter Rich - Tom Ritchey - Joe Saling - Tom Schuler - Mike Sinyard - Paul Dudley White |  |  |

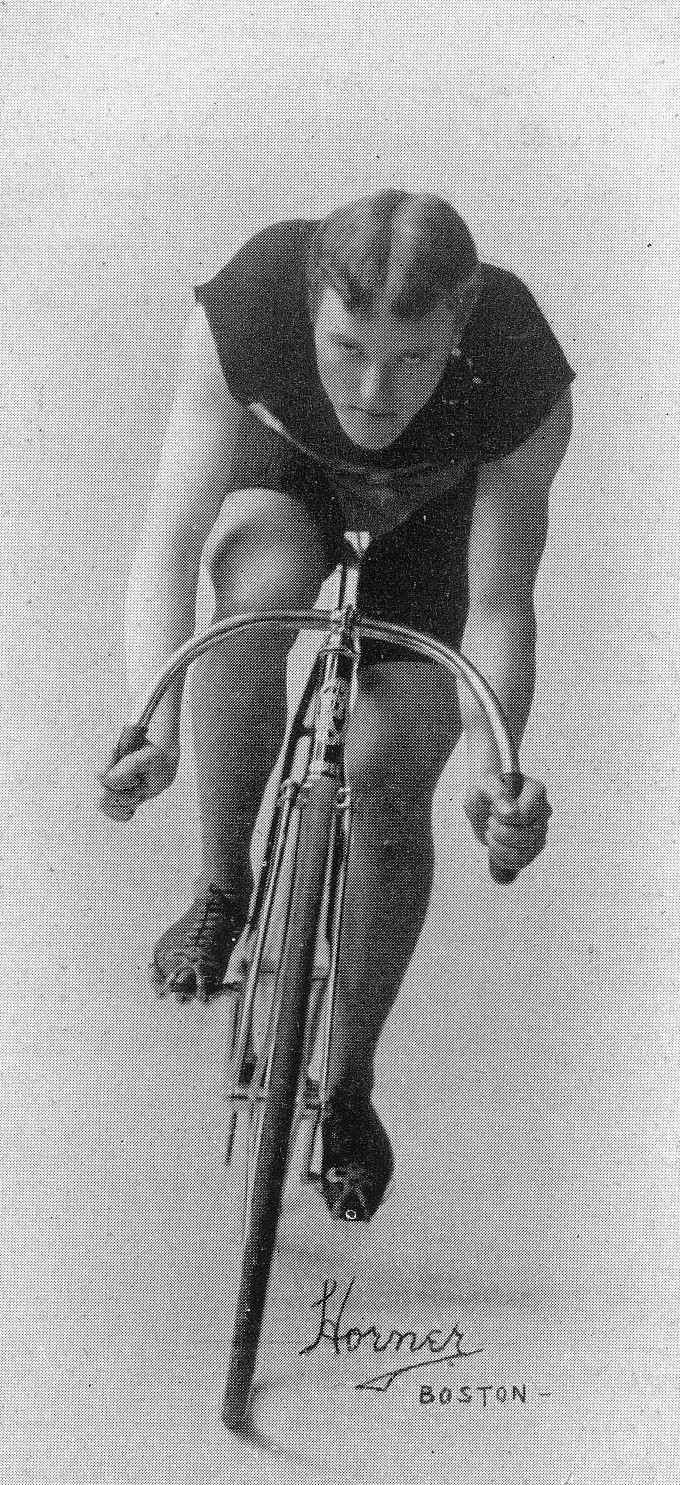
Frank Kramer
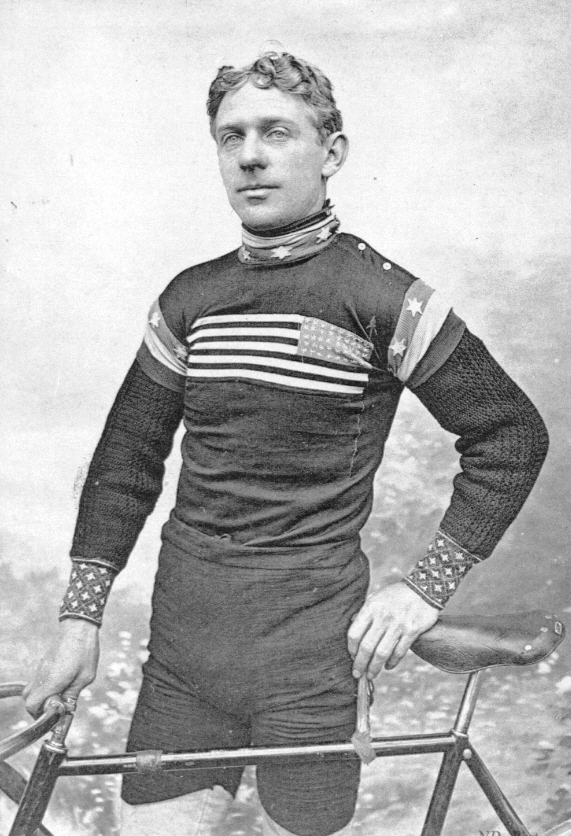
Robert Walthour
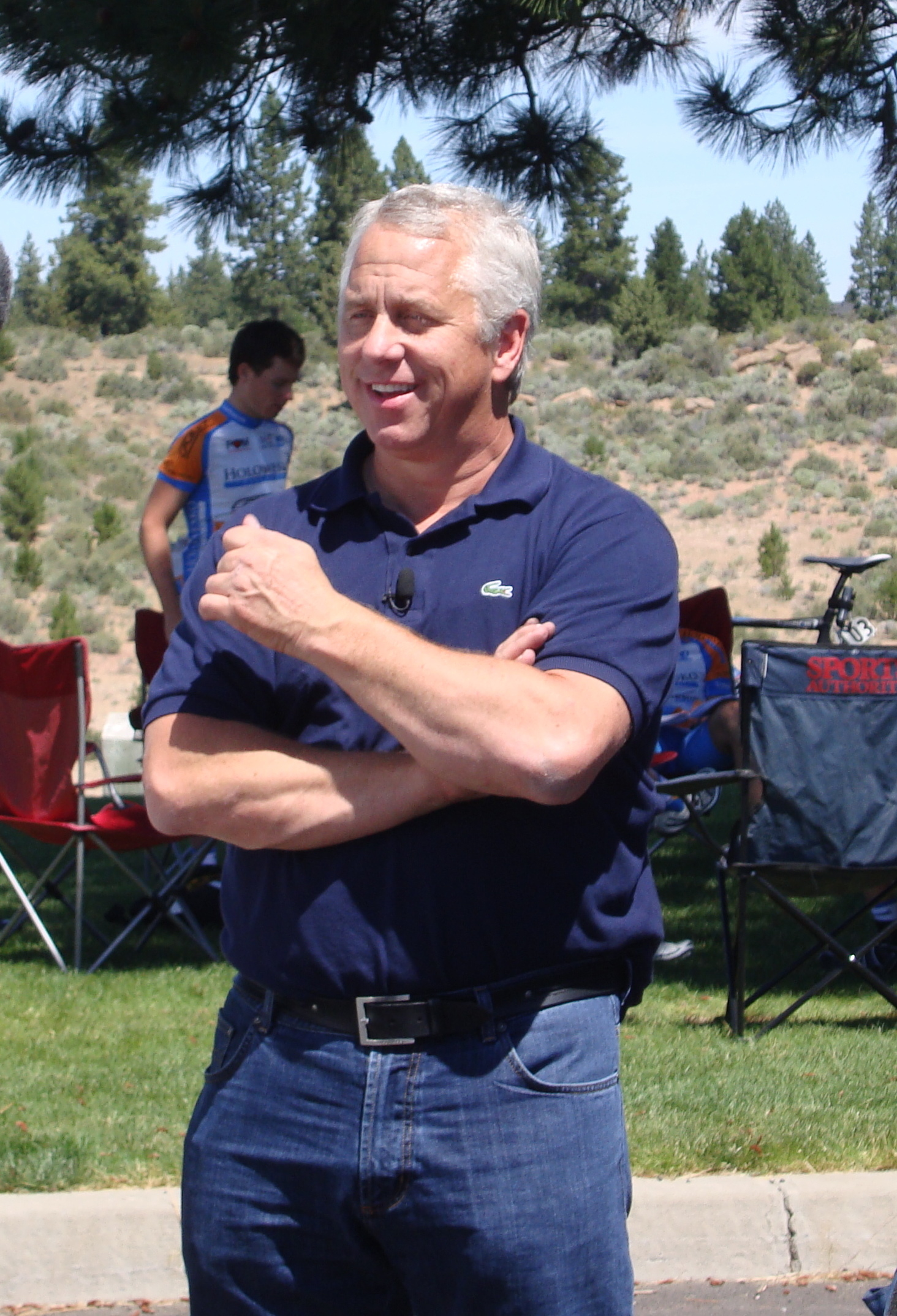
Greg LeMond
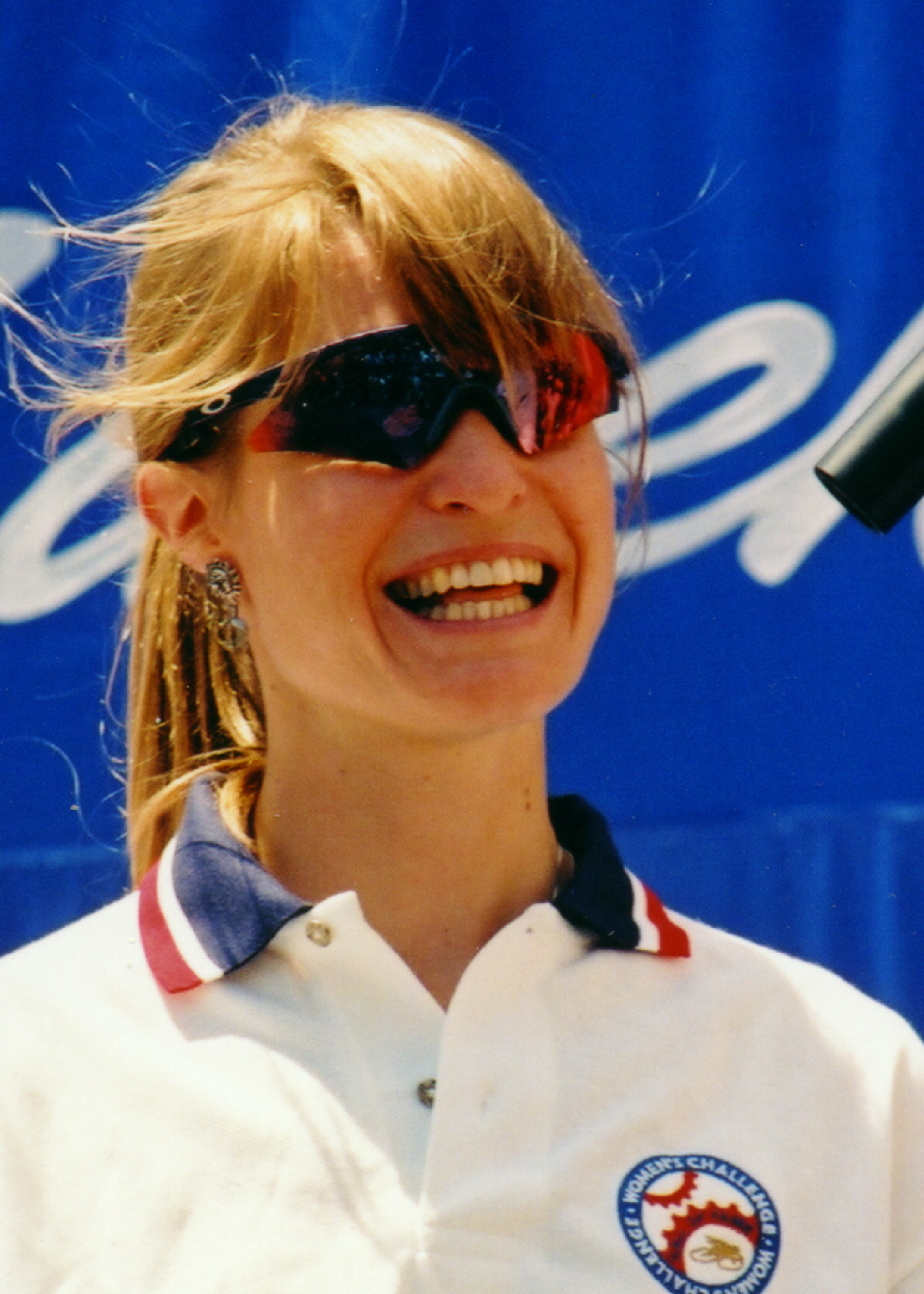
Rebecca Twigg
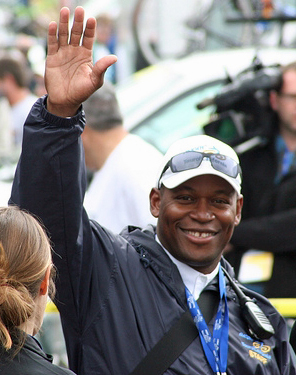
Nelson Vails
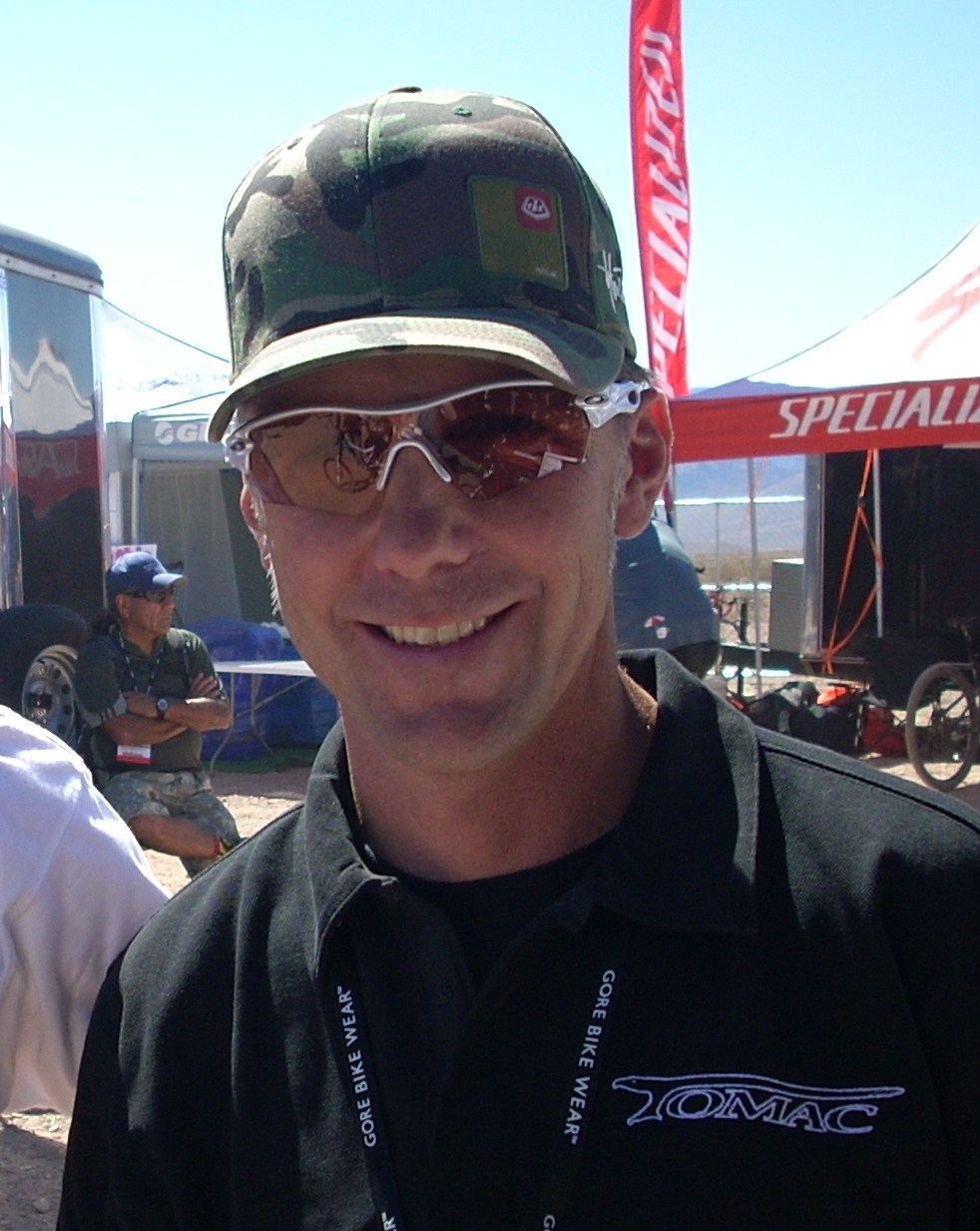
John Tomac